# Phylo kupfferi
Phylo kupfferi är en ringmaskart som först beskrevs av Ehlers 1874.  Phylo kupfferi ingår i släktet Phylo och familjen Orbiniidae. Arten är reproducerande i Sverige. Inga underarter finns listade i Catalogue of Life.